# 2MASS J18082002-5104378
2MASS J18082002-5104378 (abreviado J1808-5104) es un sistema estelar binario ultra pobre en metales, ubicado en la constelación Ara, aproximadamente a 1.950 años luz (600 pársecs) de la Tierra. Su compañera invisible, 2MASS J18082002-5104378 B, que se sospecha que es una enana roja, es la primera estrella ultra pobre en metales de baja masa descubierta, y una de las estrellas más antiguas del universo, de alrededor de 13.53 mil millones de años, posiblemente una de las primeras estrellas, compuesta casi en su totalidad de materiales expulsados del mismo Big Bang.
Su contenido de metal es muy bajo, aproximadamente 1/10,000 de los niveles encontrados en el Sol. Es la estrella ultra pobre en metales más brillante conocida, ubicada en el "disco delgado" de la Vía Láctea, lugar de la galaxia en la que se encuentra el Sol, pero inusual para una estrella vieja y que es pobre en metales. J1808-5104 es la estrella de disco delgado más antigua conocida al calculársele 13.5 Gyr y también es varios miles de millones de años más antigua que la mayoría de las estimadas en edad del disco delgado. El componente principal es un subgigante, más frío que el Sol, pero más grande y más luminoso.